# Savas-Mépin
Pour les articles homonymes, voir Savas (homonymie).
Savas-Mépin est une commune française située dans le département de l'Isère, en région Auvergne-Rhône-Alpes.
La commune qui possède la particularité de posséder deux bourgs principaux à l'origine de son nom depuis la fin du XVIIIe siècle, fut tout d'abord adhérente à la communauté de communes de la région Saint-Jeannaise, puis à compter de 2014, à la communauté de communes Bièvre Isère. Savas-Mépin est historiquement rattachée à la province historique du Dauphiné.
Ses habitants sont dénommés les  Savasien(ne)s ou les Mépinois(es) selon le village.

## Géographie

### Situation et description

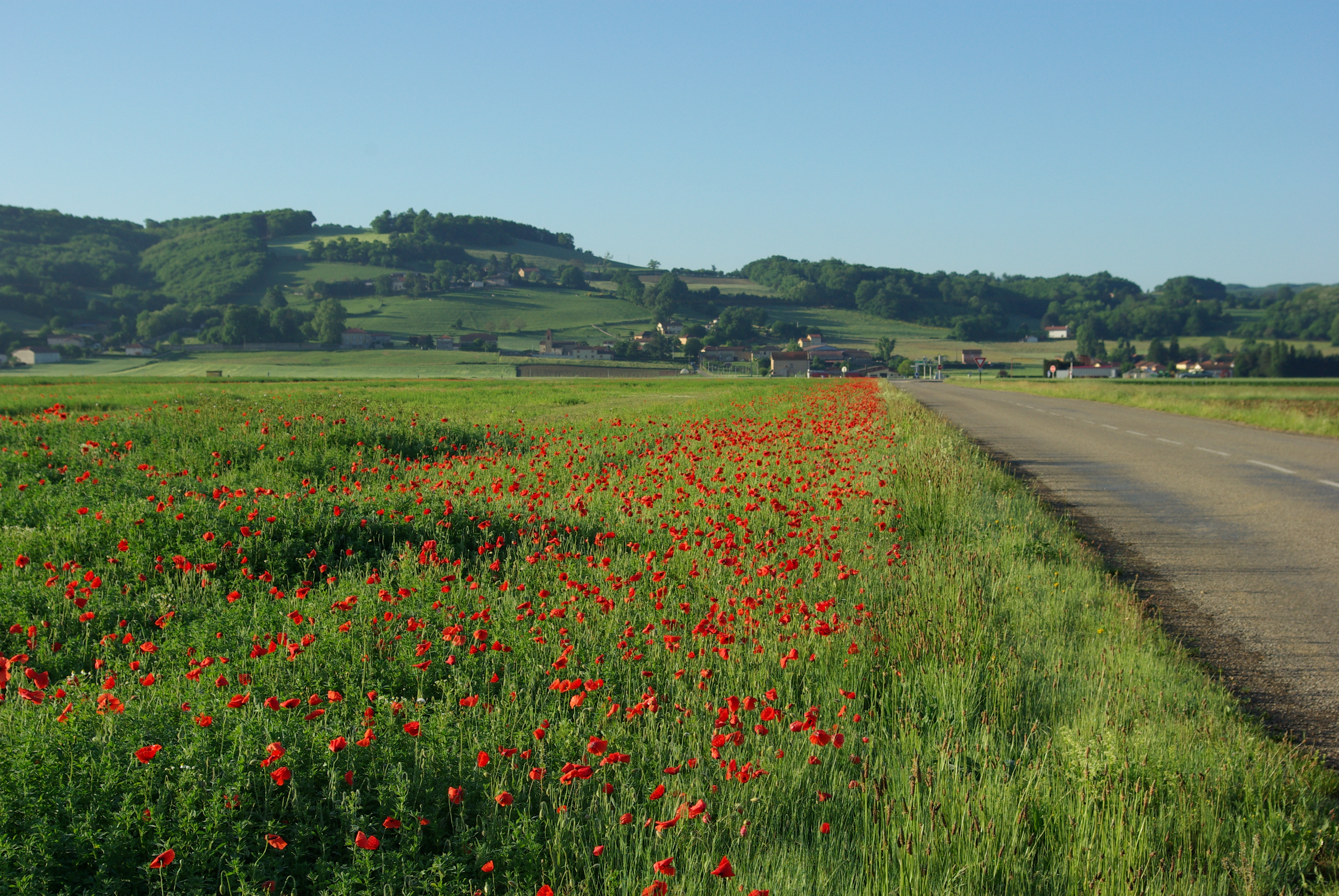
Vue de Mépin.

La commune de Savas-Mépin se situe dans le Sud-Est de la France et dans le nord-ouest du département de l'Isère, à 80 km au nord-ouest de Grenoble, préfecture du département de l'Isère, à 48 km au sud-est de Lyon, préfecture de la région Auvergne-Rhône-Alpes, à 302 km au nord de Marseille et 509 km au sud-est de Paris par les voies routières.
La commune est également située à l'Ouest de la vallée du Rhône et au Nord-Est de la forêt de Bonnevaux et à proximité de la commune de Saint-Jean-de-Bournay, principale ville de ce secteur.
Son territoire se divise en deux parties bien distinctes, le petit village de Savas au Nord et le bourg, un peu plus important de Mépin au Sud, séparés par la route départementale 502 qui traverse une vaste plaine en plein cœur du territoire. Cette physionomie très particulière de la commune aux deux « cœurs » a été accentuée depuis la construction de la LGV Rhône-Alpes en 1994 qui la sépare en deux parties mais, cette fois-ci, entre l'Est (Mépin) et l'Ouest (Savas).

### Communes limitrophes
|                  | Saint-Georges-d'Espéranche | Beauvoir-de-Marc   |
| Moidieu-Détourbe | Savas-Mépin                | Royas              |
| Eyzin-Pinet      | Meyssiez                   | Villeneuve-de-Marc |

### Hydrographie
Le territoire communal est sillonné par de nombreux cours d'eau dont :
- la Valaise, petit ruisseau affluent de la Gère;
- l'Amballon et son affluent, la Gervonde

### Climat
Pour des articles plus généraux, voir Climat d'Auvergne-Rhône-Alpes et Climat de l'Isère.
En 2010, le climat de la commune est de type climat des marges montargnardes, selon une étude du Centre national de la recherche scientifique s'appuyant sur une série de données couvrant la période 1971-2000. En 2020, Météo-France publie une typologie des climats de la France métropolitaine dans laquelle la commune est dans une zone de transition entre le climat semi-continental et le climat de montagne et est dans la région climatique Moyenne vallée du Rhône, caractérisée par un bon ensoleillement en été (fraction d’insolation > 60 %), une forte amplitude thermique annuelle (4 à 20 °C), un air sec en toutes saisons, orageux en été, des vents forts (mistral), une pluviométrie élevée en automne (250 à 300 mm).
Pour la période 1971-2000, la température annuelle moyenne est de 11,3 °C, avec une amplitude thermique annuelle de 17,7 °C. Le cumul annuel moyen de précipitations est de 999 mm, avec 9,6 jours de précipitations en janvier et 6,6 jours en juillet. Pour la période 1991-2020, la température moyenne annuelle observée sur la station météorologique de Météo-France la plus proche, « Luzinay », sur la commune de Luzinay à 14 km à vol d'oiseau, est de 12,7 °C et le cumul annuel moyen de précipitations est de 928,1 mm,. Pour l'avenir, les paramètres climatiques de la commune estimés pour 2050 selon différents scénarios d'émission de gaz à effet de serre sont consultables sur un site dédié publié par Météo-France en novembre 2022.

### Voies de communications

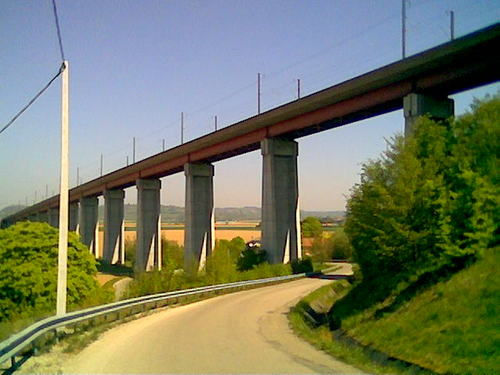
Le viaduc (LGV) de Savas-Mépin

#### Liaisons routières
Les villages de Savas et de Mépin sont proches de Saint-Jean-de-Bournay, commune qui se situe au croisement de nombreuses anciennes routes principales classées en routes nationales puis déclassée en routes départementales à la suite de la réforme de 1972. Le territoire de la commune de Savas-Mépin est traversé par la RD502 (ancienne RN502) qui relie la commune de Saint-Joseph (Loire) à celle de Champier après avoir traversé Vienne)
La commune se positionne approximativement à égale distance des autoroutes A7 (échangeur de Vienne-Nord) et A43 (échangeur de Villefontaine)

#### Liaisons ferroviaires
Bien que le territoire de la commune soit traversé par la voie ferrée LGV Rhône-Alpes, laquelle y emprunte le viaduc de Savas-Mépin, la commune ne possède aucune gare ferroviaire sur son territoire. La plus proche est la gare de Vienne, desservie par des trains TER Auvergne-Rhône-Alpes (lignes de Mâcon-Ville à Vienne / Valence).

## Urbanisme

### Typologie
Au 1er janvier 2024, Savas-Mépin est catégorisée commune rurale à habitat dispersé, selon la nouvelle grille communale de densité à sept niveaux définie par l'Insee en 2022.
Elle est située hors unité urbaine. Par ailleurs la commune fait partie de l'aire d'attraction de Lyon, dont elle est une commune de la couronne,. Cette aire, qui regroupe 397 communes, est catégorisée dans les aires de 700 000 habitants ou plus (hors Paris),.

### Occupation des sols
L'occupation des sols de la commune, telle qu'elle ressort de la base de données européenne d’occupation biophysique des sols Corine Land Cover (CLC), est marquée par l'importance des territoires agricoles (57,9 % en 2018), en diminution par rapport à 1990 (60,4 %). La répartition détaillée en 2018 est la suivante : 
terres arables (40,1 %), forêts (31,9 %), zones agricoles hétérogènes (12,9 %), zones urbanisées (9 %), prairies (4,8 %), zones industrielles ou commerciales et réseaux de communication (1,2 %). L'évolution de l’occupation des sols de la commune et de ses infrastructures peut être observée sur les différentes représentations cartographiques du territoire : la carte de Cassini (XVIIIe siècle), la carte d'état-major (1820-1866) et les cartes ou photos aériennes de l'IGN pour la période actuelle (1950 à aujourd'hui).

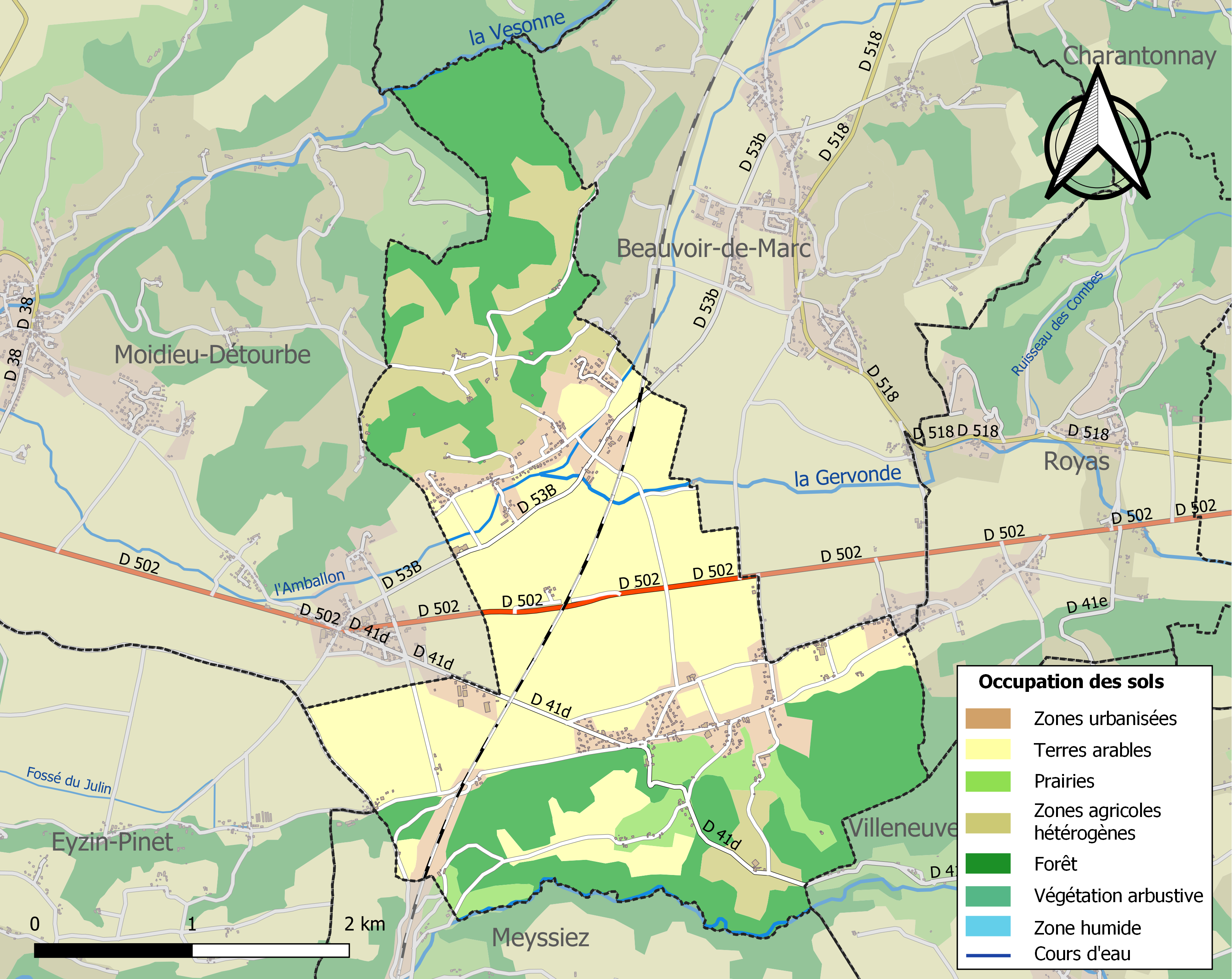
Carte des infrastructures et de l'occupation des sols de la commune en 2018 (CLC).

### Hameaux, lieux-dits et écarts
Voici, ci-dessous, la liste la plus complète possible des divers hameaux, quartiers et lieux-dits résidentiels urbains comme ruraux qui composent le territoire de la commune de Savas-Mépin, présentés selon les références toponymiques fournies par le site géoportail de l'Institut géographique national. 
| - Bois Louvat - les Grandes Terres - Bois des Agnes - Maison Roche (1) - Combe Moton - Maison Mandran - Maison Rostaing (1) - Bonnevaux - Maison Cotin - Chez Borde | - Chichateney - Savas - la Guillotière - Maison Gallon - Maison Roche (2) - Maison Rostaing (2) - Maison Thivollet - la Plaine - le Bailly - le Fayet | - le Grand Champ - Chez Brochud - Maison Bovier - Maison Baule - Maison Baule - Maison Bourguignon - Mépin - Maison Veyron - Maison Bardin - les Biesses | - Bois Thomas - Bois du Revollet - Combe du Suet - Maison Rostaing (3) - les Boyes - Maison Vincent - Maison Boyet - Bois de Chante-Merle - Maison Boullud |

### Risques naturels et technologiques majeurs

#### Risques sismiques
La totalité du territoire de la commune de Savas-Mépin est située en zone de sismicité n°3 (sur une échelle de 1 à 5), comme la plupart des communes de son secteur géographique.
| Type de zone | Niveau            | Définitions (bâtiment à risque normal) |
| ------------ | ----------------- | -------------------------------------- |
| Zone 3       | Sismicité modérée | accélération = 1,1 m/s2                |

## Histoire

### Préhistoire et Antiquité
Le secteur actuel de Savas-Mépin et de la micro région du Nord-Isère se situe à l'ouest du territoire antique des Allobroges, ensemble de tribus gauloises occupant l'ancienne Savoie, ainsi que la partie du Dauphiné, située au nord de la rivière Isère.

### Moyen Âge et Temps Modernes
Sous l'Ancien Régime, les territoires des paroisses de Savas et de Mépin dépendaient du mandement des seigneurs de Beauvoir-de-Marc.

### Époque Contemporaine

#### Révolution française
Au début de la période révolutionnaire, les deux sections devinrent chacune une commune (Savas et Mépin), pour être ensuite réunies en une seule commune entre 1790 et 1794.

#### LesXXesiècleetXXIesiècle
En 1922, lorsque l'état attribua à toutes les communes de France une subvention pour la construction d'un monument aux morts, le maire de l'époque avait préféré, avec cet argent, reconstruire le pont reliant les deux bourgs, lequel fut ensuite emporté par une crue. L'édile décida, dès lors, de financer une plaque apposée dans chacune des églises du village sur ses propres deniers.
La communauté de communes de la région Saint-Jeannaise, à laquelle appartenait la commune et qui regroupait les quatorze communes du bassin saint-jeannais est créée le 22 décembre 1993. Elle fusionnera le 1er janvier 2016 avec la communauté de communes Bièvre Isère qui regroupe un plus grand nombre de communes.

## Politique et administration

### Administration municipale
En 2019, le conseil municipal compte quinze membres (douze hommes et trois femmes) dont la moyenne d'âge est de 56 ans.

### Liste des maires
| Période                                  | Période   | Identité           | Étiquette | Qualité               |
| ---------------------------------------- | --------- | ------------------ | --------- | --------------------- |
| mars 1995                                | mars 2014 | Jean-Louis Barruel | UDI       |                       |
| mars 2014                                | juin 2020 | Georges Blein      | SE        | Retraité              |
| juin 2020                                | En cours  | Bertrand Duranton  | LR        | Conducteur de travaux |
| Les données manquantes sont à compléter. |           |                    |           |                       |

## Population et société

### Démographie
L'évolution du nombre d'habitants est connue à travers les recensements de la population effectués dans la commune depuis 1800. Pour les communes de moins de 10 000 habitants, une enquête de recensement portant sur toute la population est réalisée tous les cinq ans, les populations de référence des années intermédiaires étant quant à elles estimées par interpolation ou extrapolation. Pour la commune, le premier recensement exhaustif entrant dans le cadre du nouveau dispositif a été réalisé en 2006.

En 2022, la commune comptait 879 habitants, en évolution de −1,24 % par rapport à 2016 (Isère : +3,07 %, France hors Mayotte : +2,11 %).
| 1800 | 1806 | 1821 | 1831 | 1836 | 1841 | 1846 | 1851 | 1856 |
| ---- | ---- | ---- | ---- | ---- | ---- | ---- | ---- | ---- |
| 219  | 388  | 409  | 487  | 541  | 526  | 552  | 520  | 517  |

| 1861 | 1866 | 1872 | 1876 | 1881 | 1886 | 1891 | 1896 | 1901 |
| ---- | ---- | ---- | ---- | ---- | ---- | ---- | ---- | ---- |
| 491  | 480  | 461  | 438  | 471  | 411  | 438  | 420  | 400  |

| 1906 | 1911 | 1921 | 1926 | 1931 | 1936 | 1946 | 1954 | 1962 |
| ---- | ---- | ---- | ---- | ---- | ---- | ---- | ---- | ---- |
| 413  | 394  | 369  | 360  | 360  | 331  | 339  | 326  | 312  |

| 1968 | 1975 | 1982 | 1990 | 1999 | 2006 | 2011 | 2016 | 2021 |
| ---- | ---- | ---- | ---- | ---- | ---- | ---- | ---- | ---- |
| 309  | 319  | 540  | 576  | 572  | 782  | 807  | 890  | 886  |

| 2022 | - | - | - | - | - | - | - | - |
| ---- | - | - | - | - | - | - | - | - |
| 879  | - | - | - | - | - | - | - | - |

### Enseignement
La commune, rattachée à l'académie de Grenoble, héberge un établissement scolaire sur son territoire; l'école maternelle et élémentaire, située dans le bourg du village de Mépin, présentait un effectif de 95 élèves lors de la rentrée scolaire de 2018/2019

### Activités associatives, culturelles, festives et sportives
- Le Sou des Écoles est une association qui récolte de l'argent pour l'établissement scolaire, en vendant des brioches ou en organisant des vide-greniers et d'autres manifestations.
- L'Âge d'Or est une association qui organise des sorties et des rassemblements pour les personnes âgées du village.
- Hier à Aujourd'hui est une association qui organise de plus grandes fêtes, comme le Réveillon, etc.

Comice agricole 2007
Cette fête locale typiquement rurale est traditionnellement organisé après les moissons à la fin du mois d'août.

Quelques photos du comice agricole de 2007
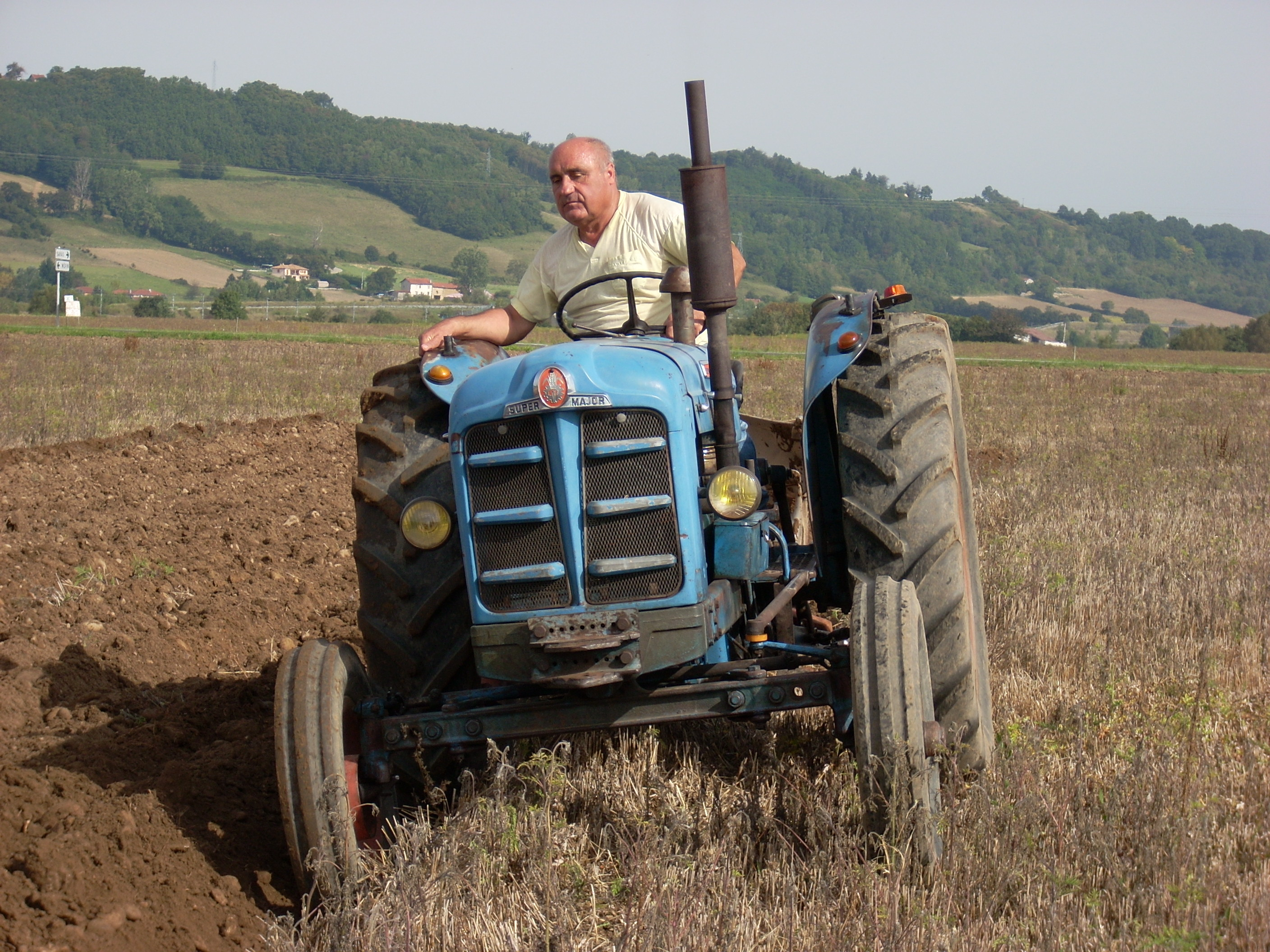
Concours de labour 2007.
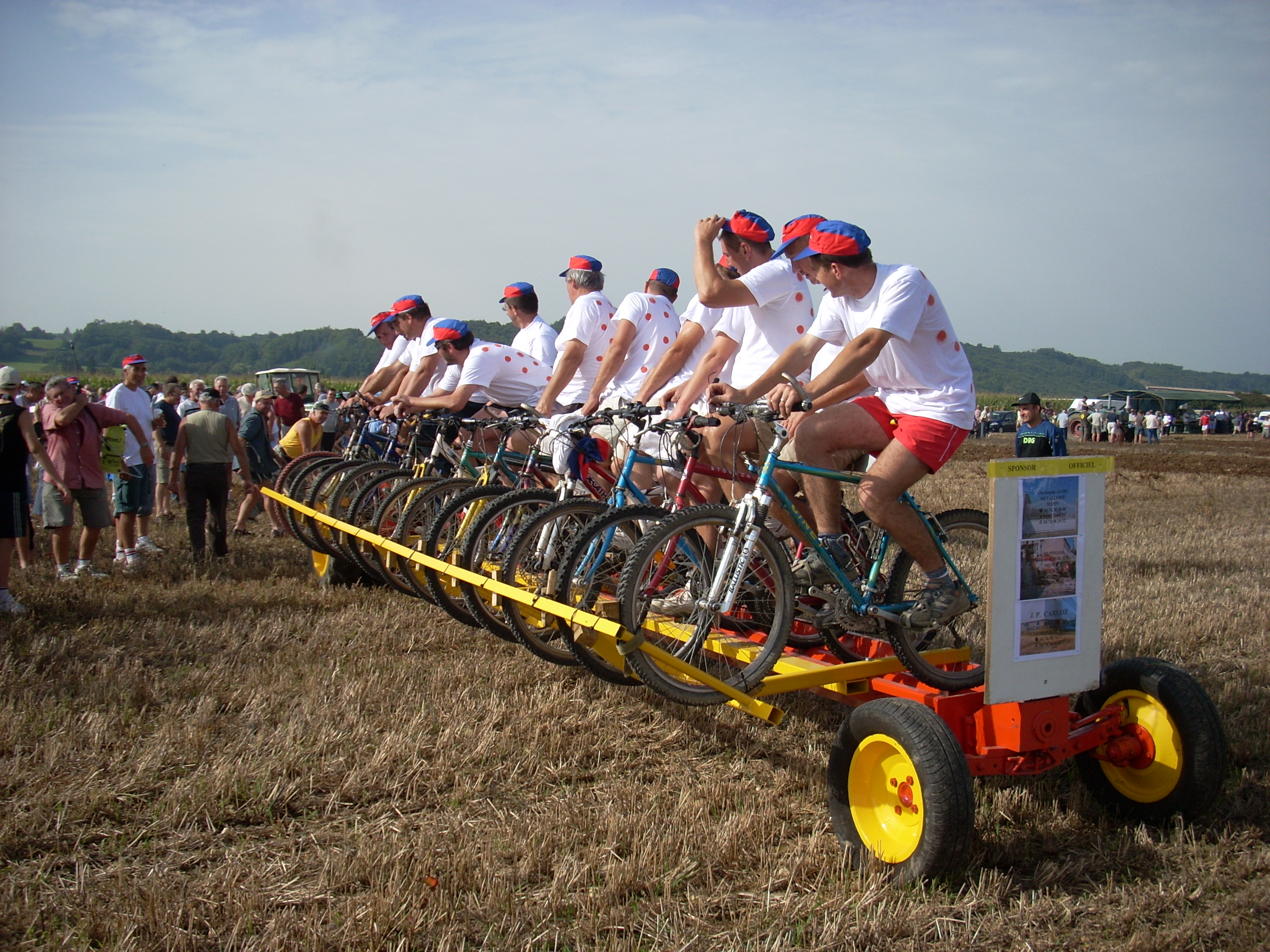
Le tracto-dragster.
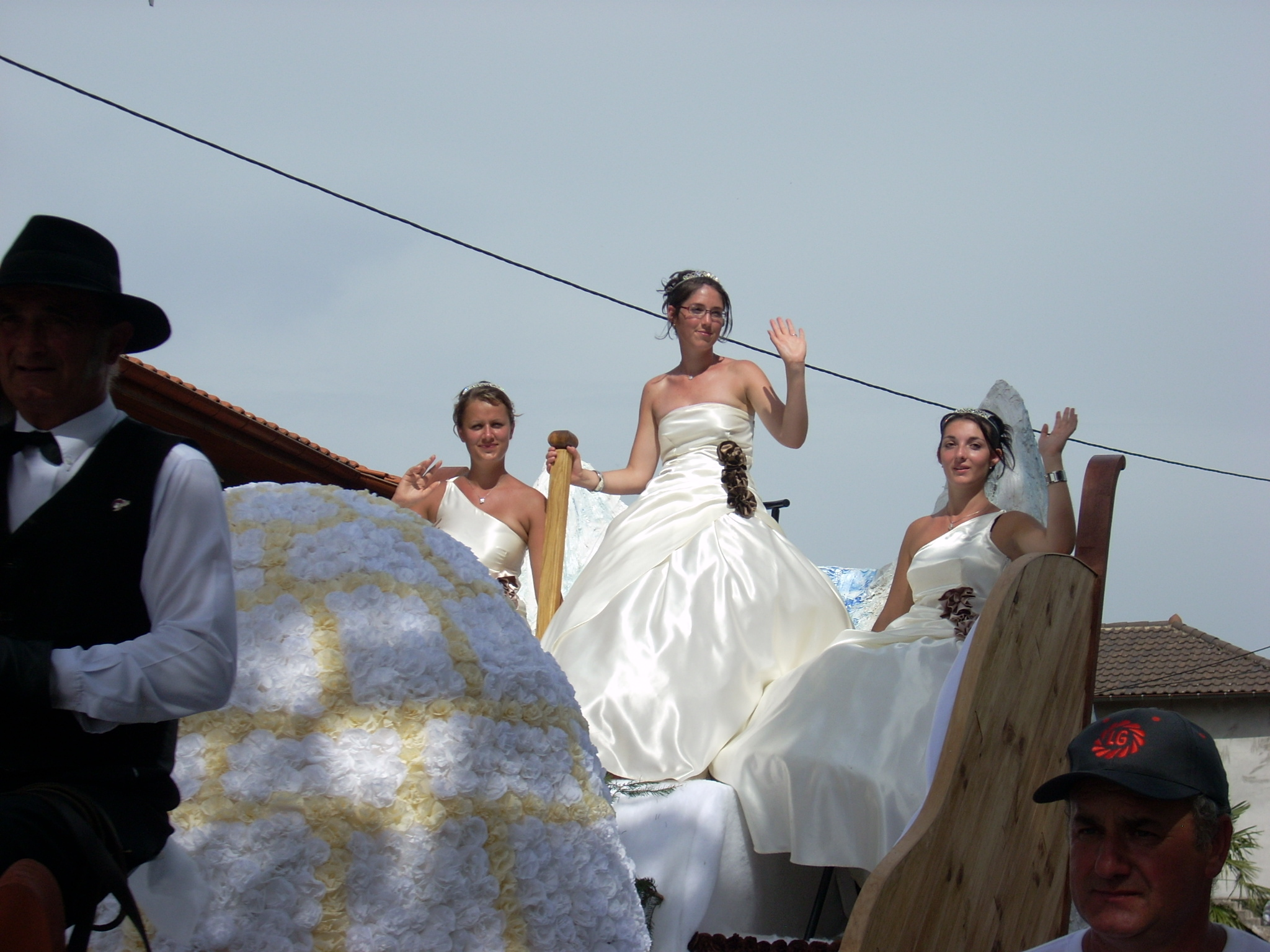
La Reine et ses Dauphines.
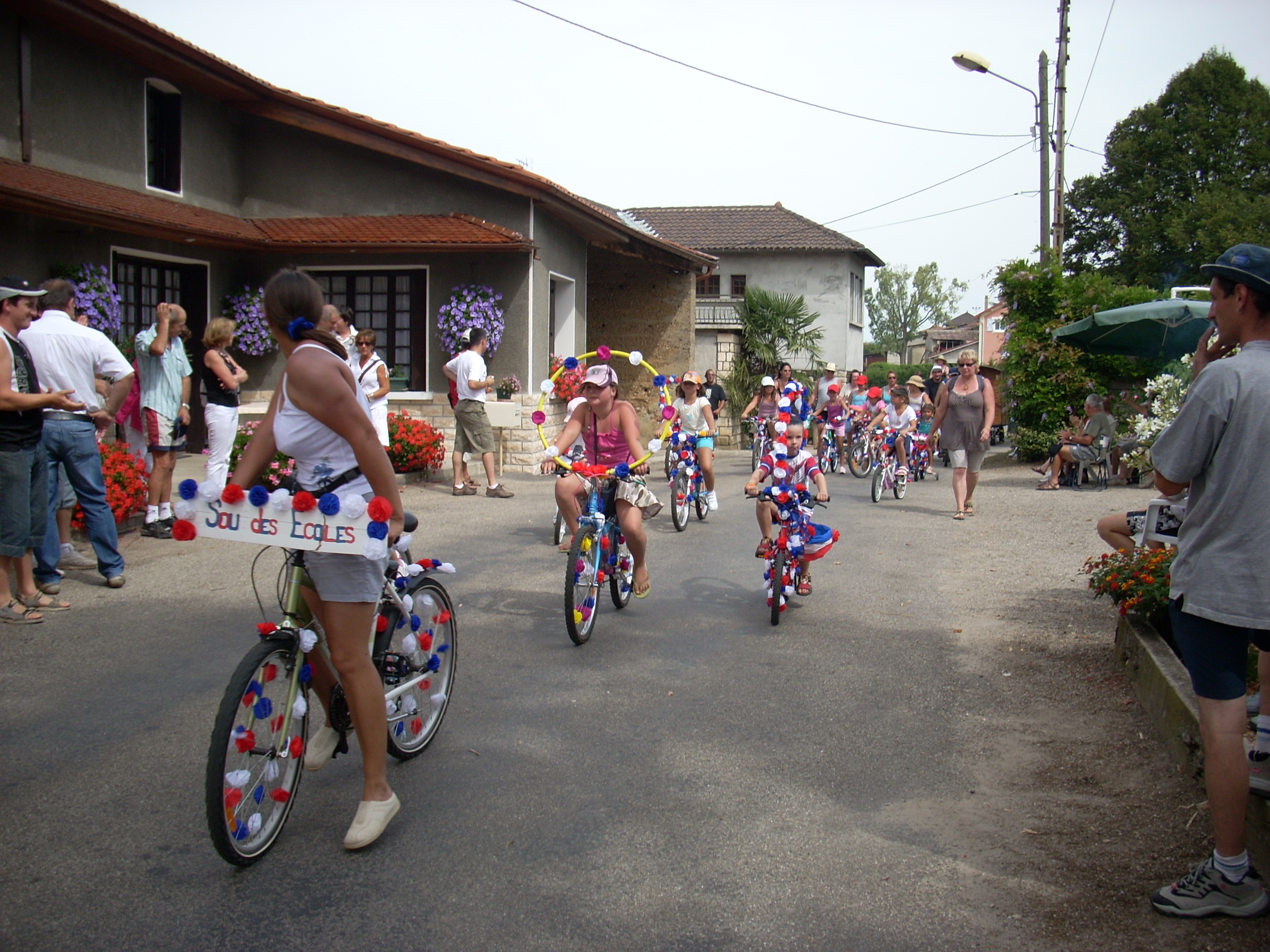
Course cycliste des enfants
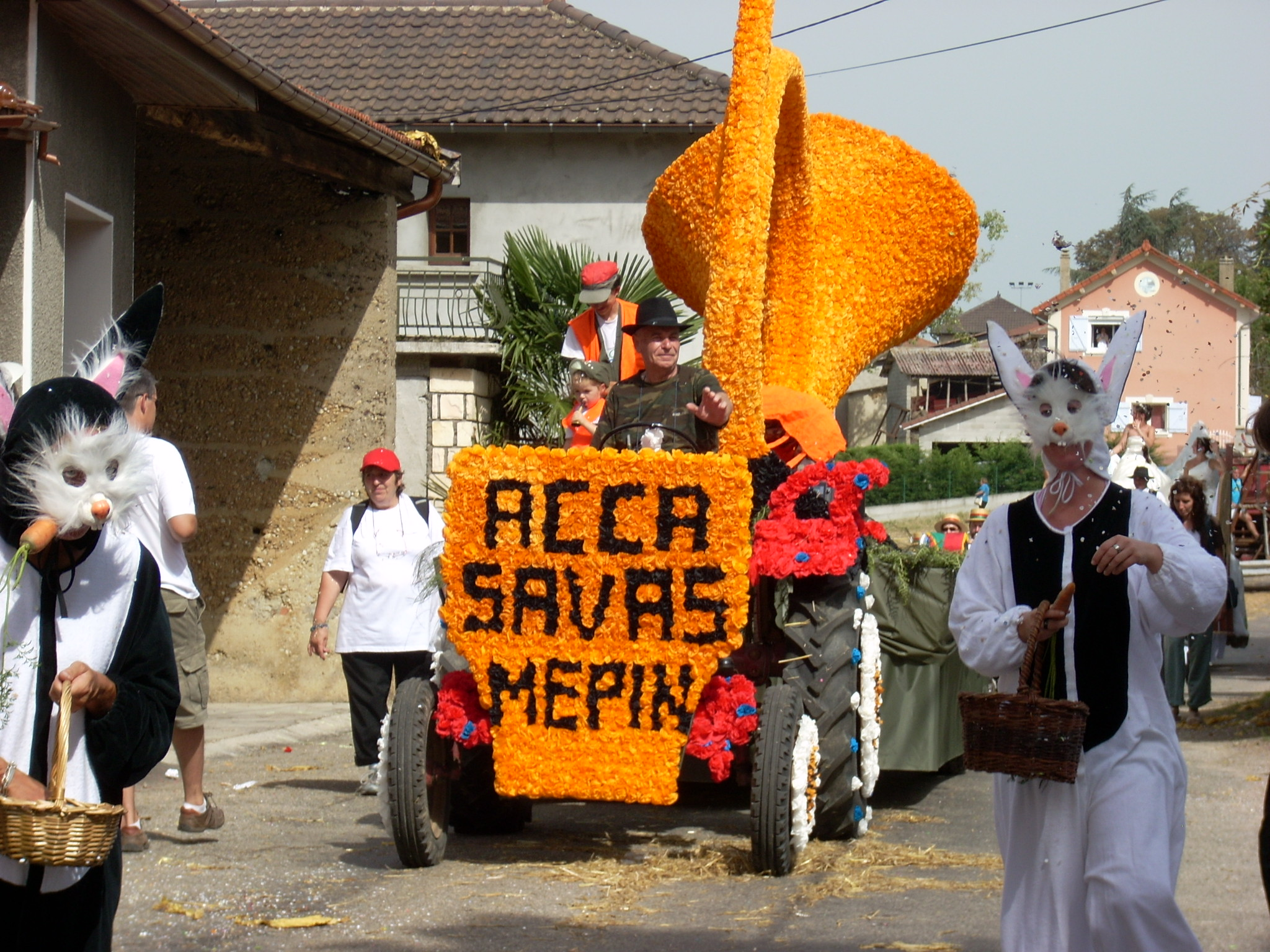
Char fleuri

### Médias
Presse régionale
Historiquement, le quotidien à grand tirage Le Dauphiné libéré consacre, chaque jour, y compris le dimanche, dans son édition du Nord-Isère, un ou plusieurs articles à l'actualité du canton et quelquefois de la commune, ainsi que des informations sur les éventuelles manifestations locales, les travaux routiers, et autres événements divers à caractère local.

### Cultes

#### Culte catholique
La communauté catholique et les églises de Savas-Mépin (propriétés de la commune) dépendent de la paroisse Saint Hugues de Bonnevaux (relais de la Madonne) qui est, elle-même, rattachée au diocèse de Grenoble-Vienne.

## Culture et patrimoine

### Lieux et monuments

#### Patrimoine civil
- Le monument aux morts communal :

Durant le XXe siècle, Savas-Mépin était une des rares communes à ne pas avoir érigé de monument commémoratif aux morts des deux guerres mondiales sur son territoire (voir section Histoire). Depuis 2014, celle-ci a dorénavant un édifice à cet usage sur la place de la Mairie, en plus de la plaque commémorative située à l'intérieur de l'église, qui rappelle le nom des soldats morts pour la France. Il s'agit d'un pilier commémoratif surmonté par une représentation d'un soldat en arme indiquant l'ensemble des conflits dans lequel la France fut engagé au cours du XXe siècle.

### Patrimoine religieux
Les deux églises correspondent historiquement aux deux anciennes églises paroissiales.
- Église Saint-Bonnet de Savas
- Église Saint-Pierre de Mépin

### Personnalités liées à la commune
Le coureur cycliste professionnel Romain Seigle est un enfant de la commune. Depuis 2018, il fait partie de l'équipe Groupama FDJ. Il a participé à son premier grand tour (Espagne) en 2019.

### Héraldique
|  | Savas-Mépin possède des armoiries dont l'origine et le blasonnement exact ne sont pas disponibles. |